# Eupholus chevrolati
Eupholus chevrolati és una espècie de coleòpter de la família Curculionidae. Es troba a les Illes d'Aru (Indonèsia).
Pot assolir una longitud d'aproximadament 25 mil·límetres. El color bàsic d'aquesta espècie bastant variable és metàl·lic blau-verd, amb algunes bandes negres irregulars transversals al llarg dels èlitrs. El blau-el color verd deriva de petites escates iridiscents. La part superior de rostrum i el final de les antenes són negres.
El nom honra l'entomòleg francès Louis Alexandre Auguste Chevrolat.